# Chiesa di Santa Maria Nascente (Acquarossa)
La chiesa di Santa Maria Nascente è un edificio religioso cinque-secentesco che si trova a Motto, nel comune svizzero di Acquarossa.

## Storia
Della storia dell'edificio si sa poco: fu costruita fra il XVI e il XVII secolo, ma fu rimaneggiata in maniera importante fino all'Ottocento, quando fu costruito il campanile. La struttura è dotata sin dalla fondazione di facciata a capanna con una lunetta di forma semicircolare divisa in tre parti.